# Vadim Valentinovič Zudilin
Vadim Valentinovič Zudilin [vádim valentínovič zudílin] (rusko Вадим Валентинович Зудилин), ruski matematik.

## Življenje in delo
Zudilin je študiral na Državni univerzi v Moskvi (MGU). Doktoriral je leta 1995 na MGU pod mentorstvom Nesterenka z dizertacijo O približkih mere linearne neodvisnosti za vrednosti nekaterih analitičnih funkcij (Об оценках меры линейной независимости значений некоторых аналитических функций).
Delal je na Fakulteti za mehaniko in matematiko Državne univerze v Moskvi in od maja 2006 na Matematičnem inštitutu Steklova ter na Matematičnem inštitutu Maxa Plancka v Bonnu. Na katedri za teorijo števil na fakulteti MGU je bil med letoma 1996 in 2000 docent, od leta 2000 do septembra 2007 pa izredni profesor. Med letoma 2007 in 2010 je bil podoktorski študent. Bil je urednik revije Matematični izsledki (Математические заметки), ki jo izdajata Ruska akademija znanosti in Matematični inštitut Steklova. Sedaj dela na Univerzi v Newcastleu v Avstraliji.
Ukvarja se s splošnimi vprašanji teorije števil, funkcijami in njihovimi aritmetičnimi značilnostmi, teorijama iracionalnosti in transcendentnosti, konstantami ζ, modularnimi funkcijami, Calabi-Jaujevimi diferencialnimi enačbami, kar so, kot sam pravi, delci ene celote.
Podal je nov dokaz za Apéryjev izrek o iracionalnosti Apéryjeve konstante ζ(3) in ga razširil. Dokazal je, da je vsaj eno od števil ζ(5), ζ(7), ζ(9) ali ζ(11) iracionalno, kjer je ζ(n) Riemannova funkcija ζ.